# Saronno Foot Ball Club 1962-1963
Questa voce raccoglie le informazioni riguardanti il Saronno Foot Ball Club nelle competizioni ufficiali della stagione 1962-1963.

## Rosa
| N. |                   | Ruolo | Calciatore         |
| -- | ----------------- | ----- | ------------------ |
|    | Italia (bandiera) | A     | Antonio Barichella |
|    | Italia (bandiera) |       | Bernasconi         |
|    | Italia (bandiera) | D     | Mario Binaghi      |
|    | Italia (bandiera) | A     | Andrea Bonzi       |
|    | Italia (bandiera) | D     | Luciano Bosco      |
|    | Italia (bandiera) | A     | Antonio Catano     |
|    | Italia (bandiera) | C     | Mario Cattaneo     |
|    | Italia (bandiera) | C     | Enrico Cesati      |
|    | Italia (bandiera) | D     | Adelmo Ferrari     |
|    | Italia (bandiera) | C     | Battista Mazzola   |

| N. |                   | Ruolo | Calciatore         |
| -- | ----------------- | ----- | ------------------ |
|    | Italia (bandiera) | A     | Mario Meggiorini   |
|    | Italia (bandiera) | P     | Lino Minotti       |
|    | Italia (bandiera) | C     | Giuseppe Nobili    |
|    | Italia (bandiera) | C     | Pietro Peiti       |
|    | Italia (bandiera) | A     | Gilbert Perrucconi |
|    | Italia (bandiera) | P     | Sergio Pozzi       |
|    | Italia (bandiera) | D     | Giuseppe Radice    |
|    | Italia (bandiera) | D     | Guido Rosina       |
|    | Italia (bandiera) | C     | Franco Tumiati     |
|    | Italia (bandiera) | C     | Guido Zagano       |